# Nekem 8
A Nekem 8 (Nothing to Lose) 1997-es amerikai filmvígjáték Tim Robbins, Martin Lawrence, Kelly Preston és Giancarlo Esposito főszereplésével.
A film 1997 nyarának egyik legnagyobb sikere volt hazájában, ahol július 18-án került a mozikba, míg Magyarországon ugyanebben az évben augusztus 28-án.

## Cselekmény
|  | Alább a cselekmény részletei következnek! |

Nick Beam reklámszakember élete tökéletes, legalábbis ő eddig így érezte, amíg egy nap hazaérve az ágyban nem találja feleségét a főnökével. A férfit letaglózza az élmény, ezért sokkos állapotban elhajt hazulról. Az egyik piros lámpánál azonban egyszer csak a kocsijába penderül Terrance, az alacsony, színes bőrű, amatőr zsebtolvaj, hogy kifossza Nick-et. Nick azonban minden mindegy alapon egyszerűen a gázba tapos, és simán elrabolja nagyszájú kirablóját. A valószerűtlen páros ezután számos veszekedéssel övezve mindenféle hajmeresztő kalandba keveredik, amibe a rablás, üldözés, és „konkurenciaharc” is beletartozik egy valódi rablópárossal. Az igazi kaland Nick főnökének bosszúból történő kifosztása, amit Nick újdonsült barátjával szintén csak nem kevés bonyodalom árán tud véghezvinni, de a fordulatoknak itt még korán sincs vége...
|  | Itt a vége a cselekmény részletezésének! |

## Szereplők
| Szerep                  | Színész            | 1. magyar hang (HBO) | 2. magyar hang (RTL Klub) |
| ----------------------- | ------------------ | -------------------- | ------------------------- |
| Nick Beam               | Tim Robbins        | Rátóti Zoltán        | Máté Gábor                |
| Terrance Paul (T. Paul) | Martin Lawrence    | Pusztaszeri Kornél   | Pusztaszeri Kornél        |
| Davis `Rig` Lanlow      | John C. McGinley   | Kárpáti Tibor        | Sörös Sándor              |
| Charlie Dunt            | Giancarlo Esposito | Végh Péter           | Zágoni Zsolt              |
| Ann                     | Kelly Preston      | Kökényessy Ági       | Orosz Anna                |
| Phillip Barrow          | Michael McKean     | Barbinek Péter       | Orosz István              |
| Danielle                | Rebecca Gayheart   | Huszárik Kata        | Bognár Gyöngyvér          |
| Delores                 | Susan Barnes       | Liptai Claudia       |                           |
| Bertha `Mama` Davidson  | Irma P. Hall       | Vajda Márta          | Győri Ilona               |
| Lisa                    | Samaria Graham     | Kiss Eszter          | Prókai Annamária          |
| Joey                    | Marcus T. Paulk    | Szalay Csongor       |                           |
| Tanya                   | Penny Bae Bridges  |                      |                           |
| Baxter biztonsági őr    | Steve Oedekerk     | Mikula Sándor        |                           |
| Alan                    | Clark Reiner       | Dévai Balázs         |                           |
| Zach                    | Ned Gill           | Juhász György        | Breyer Zoltán             |
| Henry                   | Patrick Cranshaw   | Komlós András        | Komlós András             |
| Earl seriff             | Randy Oglesby      | Verebély Iván        | Varga Tamás               |
| Bart seriffhelyettes    | Steven M. Porter   | Mikula Sándor        | Imre István               |
| Tuskó furgonos          | Robert Louis Kempf | Csuja Imre           | Besenczi Árpád            |
| Angol sofőr             | David Lea          | Katona Zoltán        | Katona Zoltán             |
| Benzinkút-pénztáros     | Blake Clark        | Csurka László        |                           |
| Manny, a csapos         | Hank Garrett       |                      | Galambos Péter            |